# Otton III (margrabia brandenburski)
Otton III Pobożny (ur. 1215, zm. 9 października 1267 w Brandenburgu) – margrabia brandenburski w latach 1220-1267.
Był młodszym synem Albrechta II z rodu Askańczyków i bratem Jana I. 
W 1239 usiłował wraz z bratem zająć ziemię lubuską, lecz doznał klęski z rąk księcia polskiego Henryka Pobożnego w bitwie pod Lubuszem. W 1243 poślubił Bożenę (Beatrycze), córkę Wacława I Przemyślidy, króla Czech, w rezultacie czego Łużyce Górne jako jej posag przeszły we władanie Brandenburgii. Jego córka Matylda została trzecią żoną księcia pomorskiego Barnima I. 